# 중공 흡음 휠
중공 흡음 휠은 자동차 타이어 진동에 의해 발생하는 소음을 억제하는 기술이다.

## 상세
자동차 타이어는 주행 중 타이어 사이드 월의 진동이 타이어 내부에서 공진을 일으켜 소음을 발생시키며, 중공 흡음 휠은 이러한 역상위 반대 음파를 만들어 소음을 저감시킨다. 타이어 내부 압력 차이에 따라 타이어 내부에 있는 공기의 흐름이 발생하게 되고 공기가 중공실 및 흡음 홀을 통과하면서 공명음을 상쇄시키는 반대 음파를 만든다. 이 반대 음파는 타이어의 공명음과 중첩되면서 소음이 감소된다.
중공 흡음 휠을 통해 반대 음파는 200Hz 대역의 공명음을 상쇄한다.